# Evelina Gard
Eva Lovisa Evelina Gard, född 5 mars 1977 i Lekeryds församling i Jönköpings län, är en svensk sångare, sångpedagog, låtskrivare, arrangör och körledare. 

## Utbildning
1993–1996 studerade Evelina Gard på Estetiska programmet vid Per Brahegymnasiet i Jönköping.
1997–2001 studerade hon vid Musikhögskolan i Stockholm där hon utbildade sig till musiklärare och sångpedagog.

## Karriär
Efter sin utbildning arbetade Gard som sångpedagog vid Fryshusets gymnasium fram till 2015, parallellt med sin karriär som sångerska, låtskrivare och arrangör. 
Hon har genom åren gett ut pop och gospelmusik och ger konserter övervägande i kyrkor runt om i Sverige.
Hon har också anlitats som studio- och körsångerska för artister och låtskrivare som Carola Häggkvist, LaGaylia Frazier, Céline Dion, Jörgen Elofsson, Michael Ruff, Bengt Johansson, Tommy Nilsson och Cyndee Peters. Sedan 2013 samarbetar Gard med Putte Nelsson och arrangerar all sång för den riksomfattande körverksamheten Team Putte.
Sedan 2020 har Evelina jobbat som Musiklärare på grundskolan Sollentuna Musikklasser.

## Diskografi
- 2001 – Här har du mig igen
- 2004 – I’m Not Giving In
- 2005 – The Master's Voice LIVE: God Will Make a Way
- 2006 – Testimony
- 2007 – This Is Another Day
- 2010 – Take Me As I Am
- 2014 - Strålande Jul
- 2015 - Take me to the cross
- 2016 - Brokenhearted Stockholm
- 2016 - Strålande Jul - EP
- 2018 - The Story Of Christmas
- 2021 - Välkommen hem

## Priser och utmärkelser
- 2002 – Ted Gärdestadstipendiet
- 2006 – Utbult-stipendiet

## Privatliv
Evelina Gard är sedan 1997 gift med Tobias Gard (Pastor Hillsong Church Sverige) och de har två barn tillsammans.